# Steinhagen (Mecklenburg)
Steinhagen település Németországban, Mecklenburg-Elő-Pomeránia tartományban. Lakosainak száma 655 fő (2023. december 31.).

## Népesség
A település népességének változása:
| Lakosok száma | 715  | 688  | 648  | 650  | 655  |
|               | 2017 | 2019 | 2021 | 2022 | 2023 |